# Risan
Risan (chirilic: Рисан; în italiană Risano) este un oraș din comuna Kotor, Muntenegru. Conform datelor de la recensământul din 2003, orașul are 2.083 de locuitori.

## Demografie
| An        | 1948 | 1953 | 1961 | 1971 | 1981 | 1991 | 2003 |
| --------- | ---- | ---- | ---- | ---- | ---- | ---- | ---- |
| Populație | 969  | 1038 | 1227 | 1461 | 1766 | 2009 | 2083 |